# Pioggia in Faccia
Pioggia-in-Faccia (in lingua lakota Ité Omáǧažu o Itoηagaju - in inglese Rain-in-the-Face, reso in italiano anche come Pioggia-nella-Faccia o Pioggia-sul-Viso oppure Pioggia-in-Viso; Territorio del Dakota, 1835 circa – Bullhead Station, 15 settembre 1905) è stato un nativo americano, capo tribù dei Sioux Hunkpapa. Fu tra i leader indiani che sconfissero George Armstrong Custer e il 7º Reggimento di cavalleria degli Stati Uniti nella battaglia di Little Bighorn del 1876.

## Biografia
Pioggia-in-Faccia nacque intorno al 1835 alla biforcazione del fiume Cheyenne nell'allora Territorio del Dakota. Fu il quarto dei sei figli di una famiglia Hunkpapa Sioux e, come tutti i bambini della sua tribù, ricevette subito il necessario addestramento per diventare un guerriero. Il nome gli fu dato quando, all'età di dieci anni, in una rissa riuscì a battere un ragazzo cheyenne più avanti di lui negli anni. Gli schizzi di sangue gli macchiarono il viso come gocce di pioggia, di qui il suo nome.
Su tale origine, però, c'è  anche un'altra versione, riferita da lui stesso in un'intervista rilasciata a Charles Eastman un paio di mesi prima della morte. In un combattimento contro i Gros Ventre la sua pittura di guerra si sciolse sotto la pioggia lasciando sul viso macchie con i colori rosso e nero, quelli che aveva adoperato per prepararsi alla battaglia.

### Vita da guerriero
Pioggia-in-Faccia era alto di statura ed aveva notevole prestanza e forza fisica. Era una persona dignitosa nel portamento, il suo viso era imperturbabile e l'aspetto impassibile, quasi indifferente.
Malgrado nella sua famiglia non ci fossero stati nomi di rilievo, con la volontà e il carattere riuscì ad imporsi tra la sua gente e a conquistarsi la fama di guerriero forte e coraggioso.

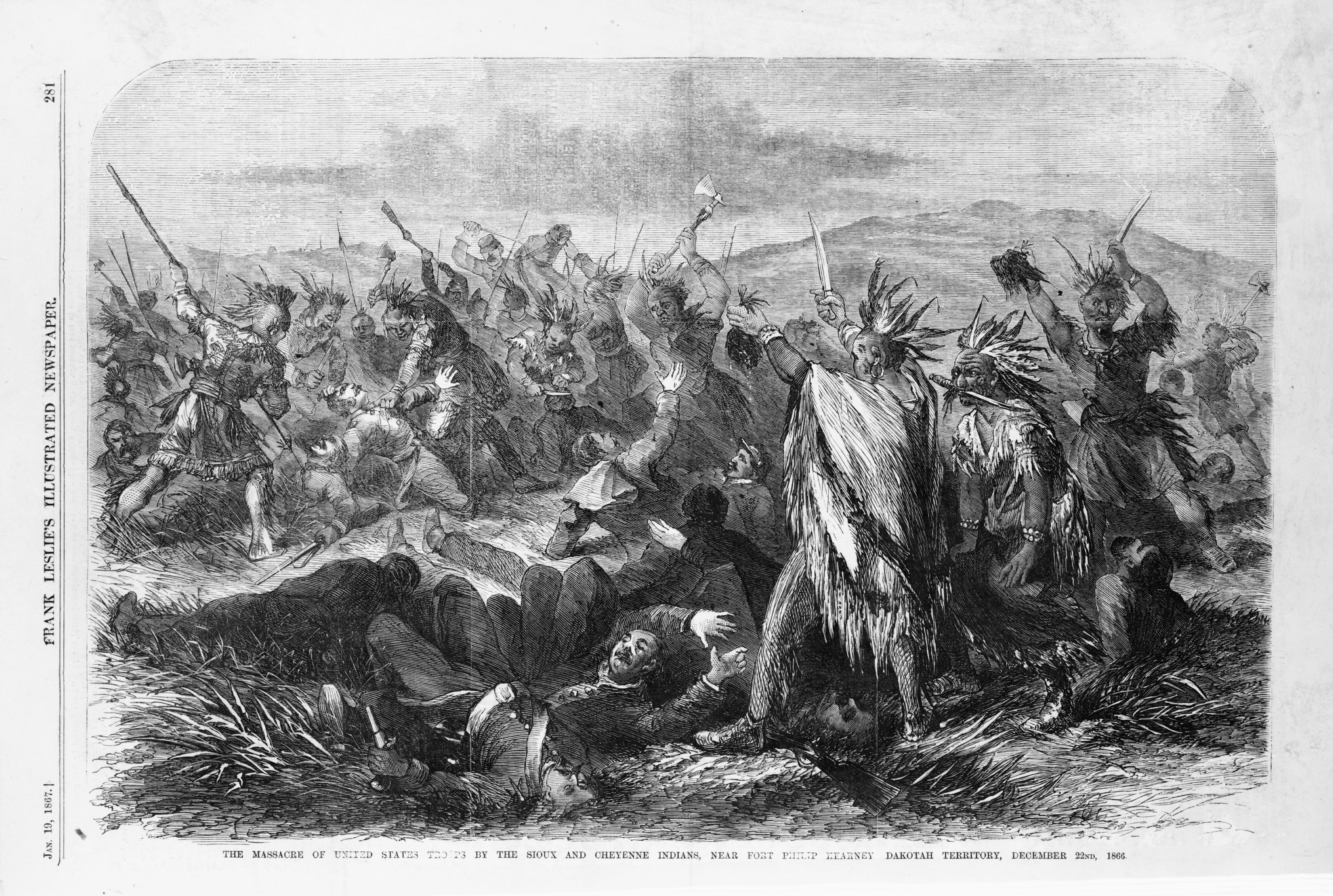
Illustrazione del 'massacro di Fetterman' (1866) pubblicata sul settimanale Frank Leslie's Illustrated Newspaper (gennaio 1867).

I suoi primi scontri con i bianchi risalgono all'inizio del 1866 quando prese parte a una serie di attacchi contro i coloni nella zona del Devil's Lake nella zona orientale di quello che oggi è il Nord Dakota. Nel maggio di quell'anno con gli Hunkpapa, fu poi protagonista di alcuni raid contro Fort Totten. e, nel corso di questi attacchi, fu anche ferito ad una gamba.
Ma la sua battaglia più importante fu l'attacco portato a Fort Phil Kearny, lungo il Bozeman Trail, nel Wyoming, nell'ambito di quella che è conosciuta come la Guerra di Nuvola Rossa (1865–1868). Il 21 dicembre di quell'anno Pioggia-in-Faccia fece parte del drappello di uomini-esca guidato da Cavallo Pazzo che attirò il capitano William J. Fetterman e 81 soldati fuori di Fort Phil Kearny per poi portarli in una trappola.
L'esito di quell'azione fu tragico per i soldati che persero tutti la vita in quella che è stata la peggiore sconfitta subita dell'esercito americano prima della Battaglia di Little Bighorn (1876). Il massacro di Fetterman fu un grande successo per i Oglala Sioux di Nuvola Rossa e per i loro alleati Cheyenne ed Arapaho nella lotta per il controllo del territorio lungo il Bozeman Trail, mentre diffuse il terrore tra i coloni bianchi.
Sempre nello stesso periodo Pioggia-in-Faccia partecipò a molteplici scontri contro le tribù di Crow, Mandan, Gros Ventre e Pawnee. Per i nativi americani queste contro le tribù avverse erano schermaglie di routine ed avevano il solo scopo di ottenere il riconoscimento di guerrieri forti e temerari e di guadagnarsi il rispetto all'interno della propria tribù.

### Guerra Nelle Black Hills
Nel 1873, a seguito della penetrazione dei bianchi nel territorio del Montana con la costruzione della ferrovia transcontinentale da parte della Northern Pacific Railway, ritroviamo Pioggia-in-Faccia nuovamente sul sentiero di guerra. Il 4 agosto, alla confluenza del fiume Tongue con lo Yellowstone River, in quella che è ricordata come la Battaglia di Honsinger Bluff egli attaccò un distaccamento del 7º Cavalleria guidato dal tenente colonnello George Armstrong Custer che era di supporto al colonnello David S. Stanley durante la spedizione di Yellowstone. Dopo lo scontro con i militari, Pioggia-in-Faccia, con l'appoggio di cinque dei suoi guerrieri, in un'imboscata uccise il veterinario dell'esercito John Honsinger e tale Augustus Baliran, vivandiere dell'esercito.
Dopo quell'azione, Pioggia-in-Faccia rientrò nella riserva di Standing Rock, che a quel tempo accoglieva circa cinquecento indiani, e lì cominciò a vantarsi di aver ucciso i due civili. L'anno successivo lo scout Charley Reynolds riportò la notizia a Custer e questi affidò il delicato incarico di arrestare Pioggia-in-Faccia a suo fratello, il capitano Thomas Custer, e al capitano George Yates. I due ufficiali, alla testa di due compagnie di cavalleggeri, si recarono a Standing Rock, arrestarono Pioggia-in-Faccia e lo riportarono a Fort Abraham Lincoln per esservi incarcerato.
Dopo alcuni mesi, tuttavia, l'indiano riuscì ad evadere e tornò nella riserva per poi, nell'estate del 1875, rifugiarsi nel campo di Toro Seduto nella regione del Powder River.

### Battaglia del Little Bighorn
Nella primavera del 1876, era con gli indiani "ostili" capeggiati da Toro Seduto che si spostavano verso la vallata del Little Bighorn. In quel luogo, il 25 giugno 1876, si svolse la storica battaglia contro il 7º Cavalleria, ma sul coinvolgimento di Pioggia-in-Faccia nei combattimenti esistono ipotesi contrastanti.
Dopo la sconfitta di Custer si diffuse la notizia che Pioggia-in-Faccia avesse strappato il cuore a Tom Custer per vendicarsi dell'arresto subito due anni prima. La notizia fu avvalorata dalle orribili mutilazioni che il corpo di Tom Custer aveva subito e dette origine a speculazioni sulla effettiva responsabilità del guerriero Hunkpapa. Questa tesi, inoltre, fu saldamente consolidata dagli scritti di Elizabeth Bacon Custer e dal componimento poetico che Henry Wadsworth Longfellow pubblicò nel 1878 e che quell'evento rappresenta in maniera molto cruda. Solo dopo molti anni, nella già citata conversazione con lo scrittore Charles Eastman, Pioggia-in-Faccia negò di aver mai compiuto quella macabra azione.

Pioggia-in-Faccia con il fotografo David Francis Barry - ca. 1880

### Ultimi anni e morte
Nel maggio del 1877 egli si unì agli altri Hunkpapa che seguirono Toro Seduto in un volontario esilio in Canada dove rimase fino al 1880. Alla fine, stanco di quell'esilio forzato e vinto dalla nostalgia della propria terra, si arrese e rientrò negli Stati Uniti con la sua banda per consegnarsi, il 31 ottobre 1880,  ai soldati del colonnello Nelson Miles a Fort Keogh, in Montana, da dove poi furono tutti trasferiti nell'agenzia di Standing Rock. 
In un censimento effettuato nel settembre del 1881 sul gruppo di Lakota portati a Standing Rock, la banda di Pioggia-in-Faccia venne registrata con una consistenza di 39 famiglie per un totale di 180 persone.
Una delle sue ultime apparizioni pubbliche fu nel 1893 quando partecipò alla Fiera Colombiana di Chicago (The Chicago World Fair) come membro del Congresso indiano insieme a Buffalo Bill e al suo Wild West Show.
Pioggia-in-Faccia morì, dopo una lunga malattia, il 15 settembre 1905 nella sua casa a Bullhead Station nella riserva di Standing Rock e fu sepolto nel cimitero della chiesa episcopale di Saint John, a Bullhead, nella contea di Corson, Sud Dakota.